# Čtyři rohy (Kanada)

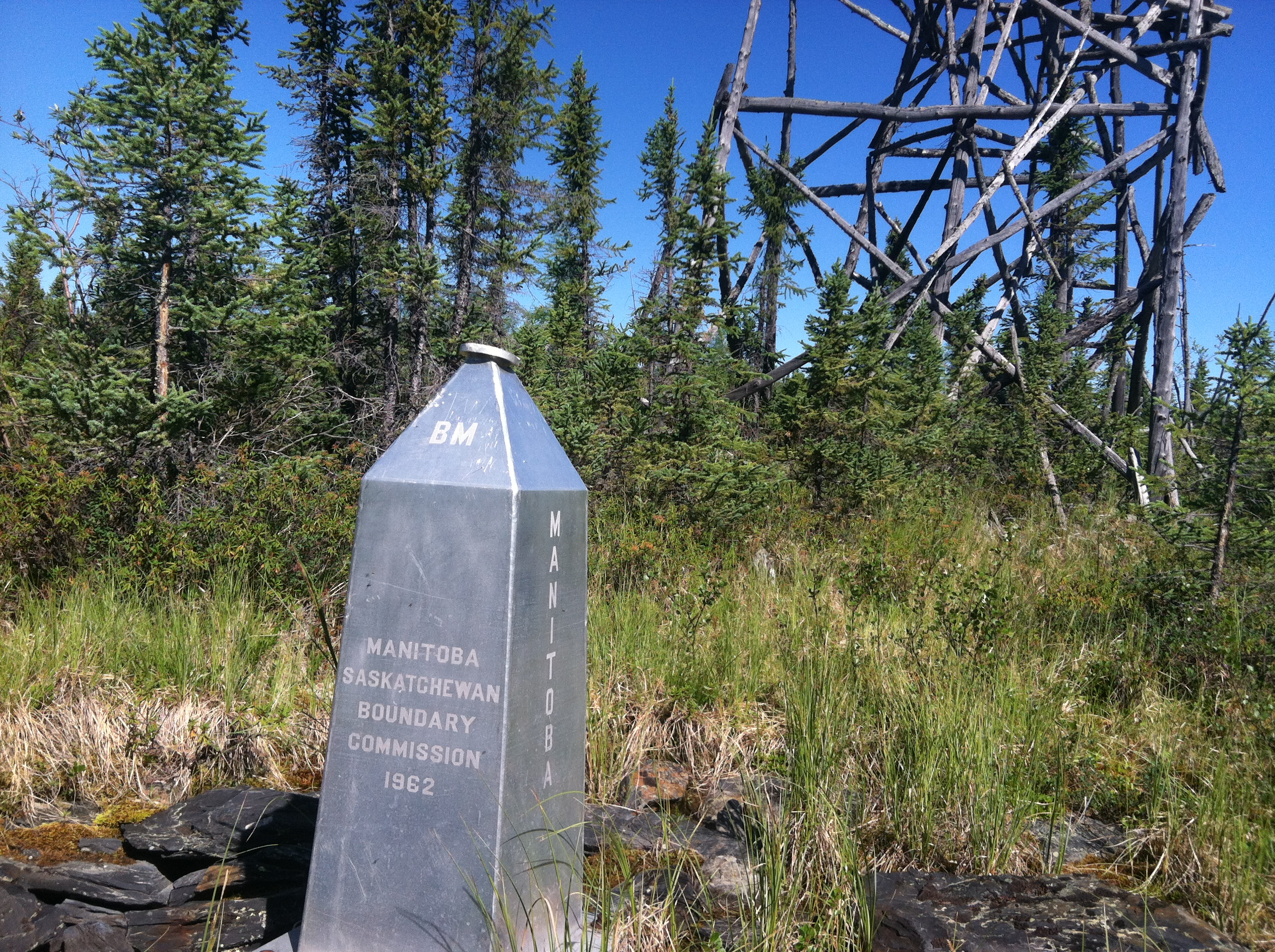
Obelisk

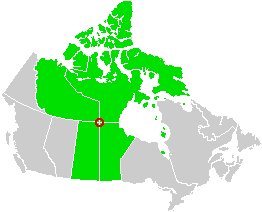
Mapa

Čtyři rohy (Four Corners) je místo (čtyřmezí) v Kanadě, kde se sbíhají hranice provincií Saskatchewan a Manitoba a spolkových teritorií Severozápadní teritoria a Nunavut. Nachází se na šedesátém stupni severní šířky a stodruhém stupni západní délky nedaleko jezera Kasba Lake. Okolí je porostlé tajgou. V roce 1962 byl na místě vztyčen metr vysoký hliníkový obelisk.
Místo není zdaleka tolik navštěvované jako populární Čtyři rohy v USA – vzniklo až v roce 1999 při oddělení Nunavutu od Severozápadních teritorií a leží v neobydlené krajině mimo dopravní trasy. Nejbližším sídlem je Points North Landing.